# 南野川
南野川（みなみのがわ）は、神奈川県川崎市宮前区の町名。現行行政地名は南野川1丁目から南野川3丁目で、住居表示実施済み区域。

## 地理
宮前区の南東部に位置し、西に東有馬、北に西野川、北東に野川本町、東に高津区東野川、南に横浜市都筑区東山田と接している。

### 地価
住宅地の地価は、2025年（令和7年）1月1日の公示地価によれば、南野川2-19-7の地点で17万4000円/m²となっている。

## 歴史

### 沿革
以前の歴史は、野川 (川崎市)#歴史を参照。
- 2020年（令和2年）11月9日 - 住居表示の実施に伴い、野川の一部を分離し、南野川1丁目から南野川3丁目を新設[4][6]。

## 世帯数と人口
2025年（令和7年）6月30日現在（川崎市発表）の世帯数と人口は以下の通りである。
| 丁目        | 世帯数    | 人口    |
| ----------- | --------- | ------- |
| 南野川1丁目 | 868世帯   | 1,888人 |
| 南野川2丁目 | 1,753世帯 | 3,988人 |
| 南野川3丁目 | 1,765世帯 | 3,217人 |
| 計          | 4,386世帯 | 9,093人 |

## 学区
市立小・中学校に通う場合、学区は以下の通りとなる（2022年4月時点）。
| 丁目        | 番・番地等            | 小学校               | 中学校             |
| ----------- | --------------------- | -------------------- | ------------------ |
| 南野川1丁目 | 10番                  | 川崎市立西野川小学校 | 川崎市立野川中学校 |
| 南野川1丁目 | 1～9番 11番以降       | 川崎市立南野川小学校 | 川崎市立野川中学校 |
| 南野川2丁目 | 全域                  | 川崎市立南野川小学校 | 川崎市立野川中学校 |
| 南野川3丁目 | 2～18番 21番          | 川崎市立南野川小学校 | 川崎市立野川中学校 |
| 南野川3丁目 | 1番 19～20番 22～41番 | 川崎市立野川小学校   | 川崎市立野川中学校 |

## 事業所
2021年（令和3年）現在の経済センサス調査による事業所数と従業員数は以下の通りである。
| 丁目        | 事業所数  | 従業員数 |
| ----------- | --------- | -------- |
| 南野川1丁目 | 58事業所  | 610人    |
| 南野川2丁目 | 75事業所  | 500人    |
| 南野川3丁目 | 59事業所  | 681人    |
| 計          | 192事業所 | 1,791人  |

## 施設
南野川1丁目
スシロー 川崎野川店(100円ショップFLET'S 川崎野川店併設)
むさしの森珈琲 川崎野川店
クリエイトエス・ディー 川崎野川店
南野川2丁目
川崎市立南野川小学校
クリエイトエス・ディー 川崎南野川店
はま寿司 川崎野川店
シャトレーゼ 野川店
南野川3丁目
県営野川南台団地
京浜予防医学研究所
野川南台保育園
ティンクルくぬぎ坂保育園

## その他

### 日本郵便
- 郵便番号 : 216-0042[2]（集配局 : 宮前郵便局[10]）

### 警察
町内の警察の管轄区域は以下の通りである。
| 丁目        | 番・番地等 | 警察署     | 交番・駐在所 |
| ----------- | ---------- | ---------- | ------------ |
| 南野川1丁目 | 全域       | 宮前警察署 | 野川交番     |
| 南野川2丁目 | 全域       | 宮前警察署 | 野川交番     |
| 南野川3丁目 | 全域       | 宮前警察署 | 野川交番     |